# Mosquiter cara-roig
El mosquiter cara-roig (Phylloscopus laetus) és un ocell de la família dels fil·loscòpids (Phylloscopidae). El seu estat de conservació es considera de risc mínim.

## Hàbitat i distribució
Habita els boscos de les muntanyes del nord-est de la República Democràtica del Congo, oest d'Uganda, Ruanda i Burundi.